# Italcertifer
Italcertifer (“Istituto Italiano di Ricerca e Certificazione Ferroviaria”) nasce nel 2001 come organismo di certificazione del Gruppo Ferrovie dello Stato Italiane.
È stata fondata con i seguenti soci iniziali: Rete Ferroviaria Italiana (RFI), Trenitalia, Politecnico di Milano e le Università di Firenze, Pisa e Napoli.
Italcertifer un organismo notificato per la certificazione di componenti e sottosistemi ferroviari per ottenerne l'autorizzazione all'immissione sul mercato o la messa in esercizio; i componenti ferroviari e sottosistemi devono rispondere alle Specifiche Tecniche di Interoperabilità (STI).
Nel 2007 Italcertifer entra nella compagine societaria di FS Holding che acquisisce tutte le quote di Trenitalia.  Nel 2011 si trasforma in una società per azioni adottando un nuovo Statuto. Sempre nel 2011 la compagine societaria viene aggiornata con il passaggio di tutte le quote RFI alla FS Holding.

## Le direttive per l'Interoperabilità Ferroviaria
Per realizzare il principio della libera circolazione di merci e persone all'interno dell'Unione si è predisposto un sistema di regole ed infrastrutture ferroviarie transeuropee interoperabili.
La direttiva europea 08/57/CE sull'interoperabilità ferroviaria ha come scopo proprio la definizione delle procedure da soddisfare per realizzare le condizioni necessarie a garantire l'interoperabilità del Sistema ferroviario transeuropeo.
In Italia, la norma è stata recepita con il D.Lgs. 191/2010 e prevede che la verifica dell'Interoperabilità su un sistema strutturale costitutivo del Sistema ferroviario sia effettuata con riferimento alle Specifiche Tecniche di Interoperabilità.
Tutti gli attori che concorrono a realizzare l'interoperabilità devono obbligatoriamente richiedere la certificazione da parte dei soggetti preposti alle verifiche e certificazione ovvero gli Organismi Notificati.